# Cantón de Nozay
El cantón de Nozay era una división administrativa francesa, que estaba situada en el departamento de Loira Atlántico y la región de Países del Loira.

## Composición
El cantón estaba formado por ocho comunas:
- Abbaretz
- La Chevallerais
- La Grigonnais
- Nozay
- Puceul
- Saffré
- Treffieux
- Vay

## Supresión del cantón de Nozay
En aplicación del Decreto n.º 2014-243 de 25 de febrero de 2014, el cantón de Nozay fue suprimido el 22 de marzo de 2015 y sus 8 comunas pasaron a formar parte del nuevo cantón de Guémené-Penfao .